# Nymphorgerius medius
Nymphorgerius medius är en insektsart som först beskrevs av Oshanin 1879.  Nymphorgerius medius ingår i släktet Nymphorgerius och familjen Dictyopharidae. Inga underarter finns listade i Catalogue of Life.